# 1926 na arte

## Nascimentos
| Data           | Nome                 | Profissão                                           | Nacionalidade     | Observações | Ref   |
| -------------- | -------------------- | --------------------------------------------------- | ----------------- | ----------- | ----- |
| 10 de janeiro  | Júlio Pomar          | pintor e escultor                                   | Portugal          | m. 2018     |       |
| 26 de janeiro  | Farnese de Andrade   | pintor, escultor, desenhista, gravador e ilustrador | Brasil            | m. 1996     |       |
| 22 de abril    | James Stirling       | arquiteto                                           | Reino Unido       | m. 1992     |       |
| 24 de abril    | D’Assumpção          | pintor                                              | Portugal          | m. 1969     |       |
| 20 de agosto   | Gian Carlo Gasperini | arquiteto                                           | Reino da Sardenha |             |       |
| 5 de novembro  | John Berger          | crítico de arte, romancista, pintor e escritor      | Reino Unido       | m. 2017     |       |
| 10 de novembro | Genaro de Carvalho   | pintor e tapeceiro                                  | Brasil            | m. 1971     |       |
| 26 de dezembro | Gina Pellón          | pintora                                             | Cuba              | m. 2014     |       |
| 30 de dezembro | Manfred Bluth        | pintor                                              | Alemanha          | m. 2002     |       |
| ??             | Ricardo Macarrón     | pintor                                              | Espanha           | m. 2004     |       |
| ??             | Anderson Fabiano     | pintor                                              | Brasil            | m. 1979     |       |
| ??             | Amelia Toledo        | pintora, desenhista, escultora e gravadora          | Brasil            | m. 2017     |       |
| ??             | Artur Bual           | artista plástico                                    | Portugal          | m. 1999     |       |
| ??             | Mario Telles         | cantor, compositor e pintor                         | Brasil            | m. 2001     |       |
| ??             | Francisco Relógio    | pintor                                              | Portugal          | m. 1997     | [ 1 ] |

## Mortes
| Data           | Nome                  | Profissão           | Nacionalidade  | Observações | Ref |
| -------------- | --------------------- | ------------------- | -------------- | ----------- | --- |
| 4 de fevereiro | Adolphe Willette      | pintor              | França         | n. 1857     |     |
| 10 de junho    | Antoni Gaudí          | arquitecto          | Espanha        | n. 1852     |     |
| 14 de junho    | Mary Cassatt          | pintora             | Estados Unidos | n. 1844     |     |
| 25 de agosto   | Thomas Moran          | pintor              | Reino Unido    | n. 1837     |     |
| 26 de outubro  | Carlos Balliester     | pintor              | Brasil         | n. 1874     |     |
| 5 de dezembro  | Claude Monet          | pintor              | França         | n. 1840     |     |
| 13 de dezembro | Simões de Almeida     | escultor            | Portugal       | n. 1884     |     |
| ??             | João Batista da Costa | pintor e ilustrador | Brasil         | n. 1865     |     |